# Боджей
Боджей (рум. Bogei) — село у повіті Біхор в Румунії. Входить до складу комуни Теутеу.
Село розташоване на відстані 427 км на північний захід від Бухареста, 39 км на північний схід від Ораді, 108 км на північний захід від Клуж-Напоки.

## Населення
За даними перепису населення 2002 року у селі проживали 1428 осіб.
Національний склад населення села:
| Національність | Кількість осіб | Відсоток |
| -------------- | -------------- | -------- |
| румуни         | 769            | 53,9%    |
| цигани         | 639            | 44,7%    |
| угорці         | 12             | 0,8%     |
| словаки        | 8              | 0,6%     |

Рідною мовою назвали:
| Мова      | Кількість осіб | Відсоток |
| --------- | -------------- | -------- |
| румунська | 1112           | 77,9%    |
| циганська | 299            | 20,9%    |
| угорська  | 9              | 0,6%     |
| словацька | 8              | 0,6%     |